# Бозіору (комуна)
Бозіору (рум. Bozioru) — комуна у повіті Бузеу в Румунії. До складу комуни входять такі села (дані про населення за 2002 рік):
- Ізвоареле (212 осіб)
- Бозіору (443 особи) — адміністративний центр комуни
- Будуйле (22 особи)
- Вевелучиле (60 осіб)
- Геванеле (142 особи)
- Гресія (8 осіб)
- Нуку (101 особа)
- Скеєнь (84 особи)
- Улмет (93 особи)
- Фішич (113 осіб)

Комуна розташована на відстані 109 км на північ від Бухареста, 36 км на північний захід від Бузеу, 119 км на захід від Галаца, 75 км на південний схід від Брашова.

## Населення
За даними перепису населення 2002 року у комуні проживали 1278 осіб.
Національний склад населення комуни:
| Національність | Кількість осіб | Відсоток |
| -------------- | -------------- | -------- |
| румуни         | 1200           | 93,9%    |
| цигани         | 78             | 6,1%     |

Рідною мовою назвали:
| Мова      | Кількість осіб | Відсоток |
| --------- | -------------- | -------- |
| румунська | 1209           | 94,6%    |
| циганська | 69             | 5,4%     |

Склад населення комуни за віросповіданням:
| Релігія     | Кількість осіб | Відсоток |
| ----------- | -------------- | -------- |
| православні | 1277           | 99,9%    |
| бретрени    | 1              | 0,1%     |